# Henry Cohen (médecin)
Pour les articles homonymes, voir Cohen et Henry Cohen.
Henry Cohen, né le 21 février 1900 à Birkenhead, près de Liverpool, et mort le  7 août 1977 à Bath, est un médecin, historien de la médecine et conférencier britannique. Il est resté célèbre pour une Harveian Oration (en) donnée au Royal College of Physicians en 1970, sur le mouvement du sang dans les veines et pour sa création de trois termes médicaux qui seront par la suite universellement utilisés pour désigner les lésions élémentaires des nerfs périphériques : « neurotmésis », « axonotmésis » et « neurapraxie ».

## Biographie

### Jeunesse et formation
Il est le cinquième et dernier enfant d'Isaac Cohen et de Dora, née Mendelson, tous deux rescapés des pogroms de Pologne. Après s'être mariés à Manchester, ils s'étaient établis à Birkenhead, Cardigan Street. Isaac Cohen, descendant de rabbins, était un commerçant peu fortuné sur lequel on sait peu de choses.

### Ses contributions scientifiques
Henry Cohen est l'inventeur de trois nouveaux termes médicaux forgés sur le grec, désignant de manière simple et sans risque de confusion les 3 lésions élémentaires observées dans les traumatismes des nerfs périphériques. En avril 1941, lors d'un congrès de l'Association of Physicians, Herbert J. Seddon avait proposé la classification suivante : (1) division anatomique complète du nerf ; (2) lésion en continuité, dans laquelle la structure de support du nerf est conservée, mais une dégénérescence wallérienne néanmoins observée et (3) bloc transitoire, c'est-à-dire une lésion minimale, conduisant à une paralysie incomplète, avec absence de dégénérescence wallérienne et récupération rapide et complète. À la suite de quoi, Cohen  suggère que des noms spécifiques soient attribués à ces trois types de lésions, respectivement (1) neurotmésis (la racine grecque τμήσις renvoyant à l'idée de section), (2) axonotmésis (section de l'axone) et (3) neurapraxie (απραξία signifiant littéralement : non-action).

### Carrière officielle
Henry Cohen est élu en 1934 à la chaire de médecine de l'université de Liverpool. En 1949, lorsqu'est créé le Conseil central des services de santé (Central Health Services Council) il en devient le vice-président, puis accède à la présidence en 1957. Il préside la British Medical Association à partir de 1951. Ayant été victime, l'année suivante, d'une thrombose coronarienne, il renonce à la pratique de la médecine libérale et décide de se consacrer à des tâches d'envergure dans l'administration des institutions médicales britanniques.

### Son rôle dans le judaïsme britannique

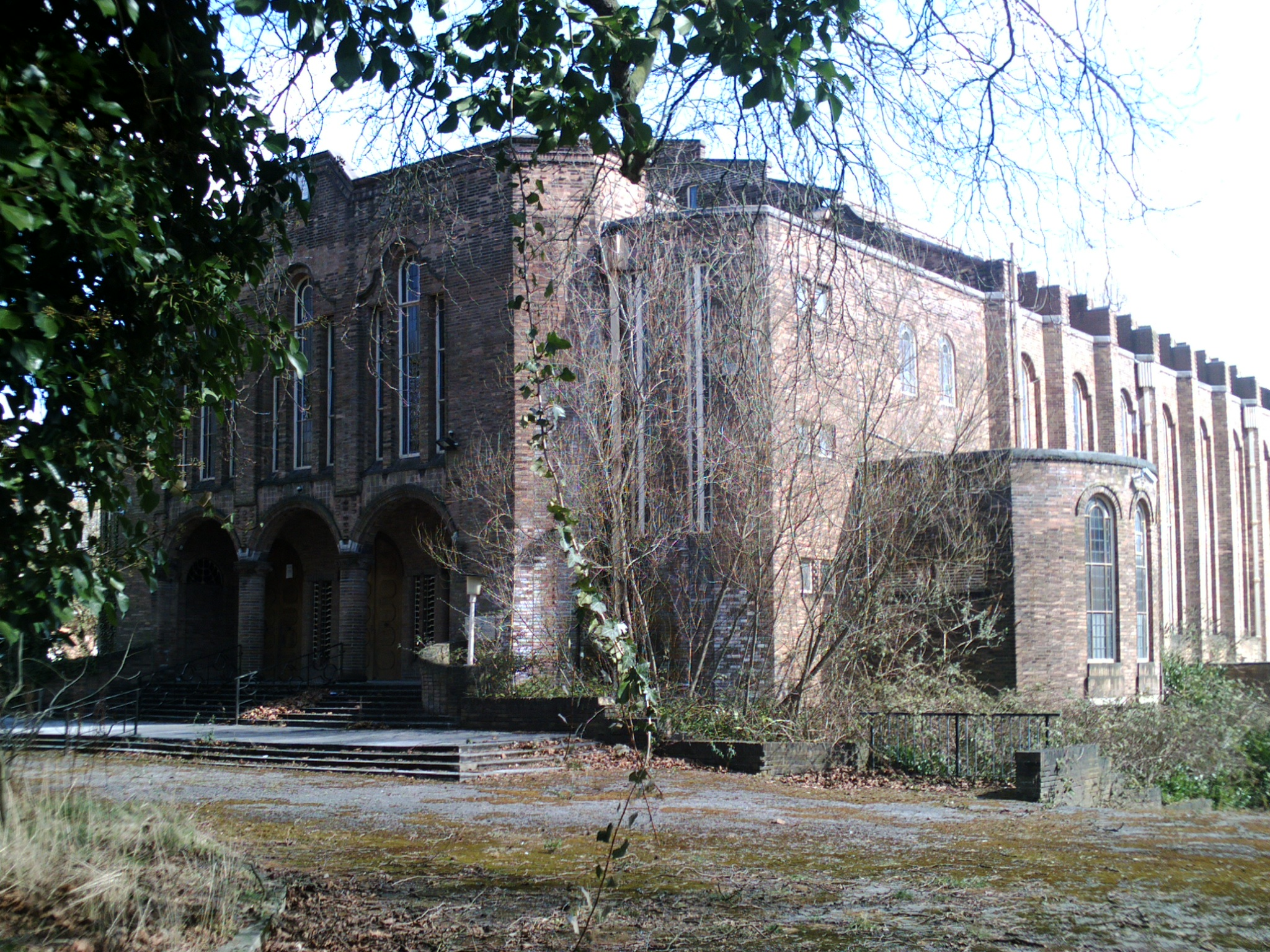
La synagogue de Greenbank Park à Liverpool, monument classé de grade II*, photographiée en 2013. Construite en 1936 pour remplacer l'ancienne synagogue de Hope Place et inaugurée en 1937 par Henry Cohen, elle ferme en 2008.

Henry Cohen était un membre de premier plan de la communauté juive de Liverpool. Dès 1935, il veille à ce que ses collègues juifs contraints de fuir l'Allemagne nazie bénéficient de la gratuité des soins de la part des médecins de la communauté : c'est à cette occasion qu'est créée la  Liverpool Jewish Medical Society (Société des médecins juifs de Liverpool) dont il est le premier président, puis le président honoraire. Cependant il ne profitera jamais de ses positions dirigeantes dans le milieu hospitalo-universitaire pour favoriser les candidatures de jeune médecins juifs à des postes de consultants dans les hôpitaux publics de Liverpool.
Il se préoccupait également du problème de l'adaptation de l'éducation des enfants de la communauté juive au système éducatif britannique. C'est ainsi que lorsqu'entre en vigueur l'Education Act de 1944 (loi Butler), abolissant l'enseignement élémentaire pour les enfants de 11 à 14 ans, il mène les négociations auprès du département de l'éducation à Londres pour que soit institué un enseignement secondaire dans le prolongement de l'enseignement primaire dispensé jusqu'alors par l'école hébraïque (Hebrew School). Grâce à son action, la King David High School est inaugurée en 1957, et la grande salle de réunions de l'établissement est nommée en son honneur.
Un autre exemple de son action concrète en faveur des Juifs de Grande-Bretagne est son intervention de trente minutes de 1962 lors d'un débat à la Chambre des lords, grâce à laquelle un amendement visant à interdire le pratique de la Shehita pour prétendue inhumanité dans l'abattage des animaux fut finalement rejeté.

### Sa personnalité
Célibataire, il restera fortement attaché à sa mère, vivant avec elle jusqu'à son décès, en 1955.

### Honneurs et distinctions
Henry Cohen  est fait chevalier en 1949, la même année que son accession à la vice-présidence du Central Health Services Council.  Le 16 juin 1956, il est élevé à la pairie du Royaume-Uni avec le titre de Baron Cohen de Birkenhead, du nom de sa ville natale, dans le comté palatin de Chester. Il est élu président du General Medical Council en 1961 et de la Royal Society of Medicine en 1964, s'en voyant décerner la médaille d'or en 1971. Il est fait Compagnon d'honneur en 1974.
Parmi ses honneurs académiques, on peut encore citer treize doctorats honoraires (onze au Royaume-Uni et deux aux États-Unis). Il fut aussi membre honoraire de dix collèges de médecine et invité à donner une quarantaine de conférences de prestige dont trois au Royal College of Physicians et une au Royal College of Surgeons. En 1970 il est élu chancelier de l'université de Hull, en reconnaissance de son action exceptionnelle dans la vie universitaire britannique, devenant ainsi à la fois le premier juif et le premier médecin à occuper cette charge.

### Fin de vie et postérité
Lord Cohen de Birkenhead meurt brusquement en août 1977 alors qu'il participe au congrès de la Royal Society of Health à Bath, d'une septicémie foudroyante due à une blessure infectée négligée. Ses funérailles rassemblent une foule immense composée des membres de la communauté juive de Liverpool. Il est enterré dans le cimetière de la synagogue de Greenbank Park à Liverpool, qu'il avait lui-même inaugurée quarante ans plus tôt. Son testament stipulait que ses notes manuscrites concernant ses patients soient détruites. Cependant, sa secrétaire Miss Lanceley, interprétant mal ses instructions détruit la totalité de ses papiers, privant ainsi ses biographes de sources primaires précieuses concernant les détails de sa vie.
N'ayant pas d'héritier, son titre de baron s'éteint avec lui.
Un amphithéâtre porte son nom dans le Duncan Building de l'université de Liverpool.
On lui doit notamment cette phrase restée fameuse : « The feasibility of an operation is not the best indication for its performance » (« La faisabilité d'une opération n'est pas la meilleure indication pour la réaliser »).
Il a laissé son nom à la Médaille Lord Cohen, une récompense décernée à des personnalités ayant contribué de façon significative à la recherche sur le vieillissement que ce soit par leurs découvertes originales ou par la promotion de la gérontologie  comme sujet d'études sous un aspect général. Il s'agit de la plus haute récompense pour services rendus en gérontologie du Royaume-Uni. Elle est attribuée de façon non régulière par la Société britannique de recherche sur le vieillissement (British Society for Research on Ageing).

## Œuvres principales
- New pathways in medicine (1935)
- Nature, method and purpose of diagnosis (1943)
- Sherrington: physiologist, philosopher and poet (1958)
- The evolution of modern medicine (1958)